# 秘鲁人文主义党

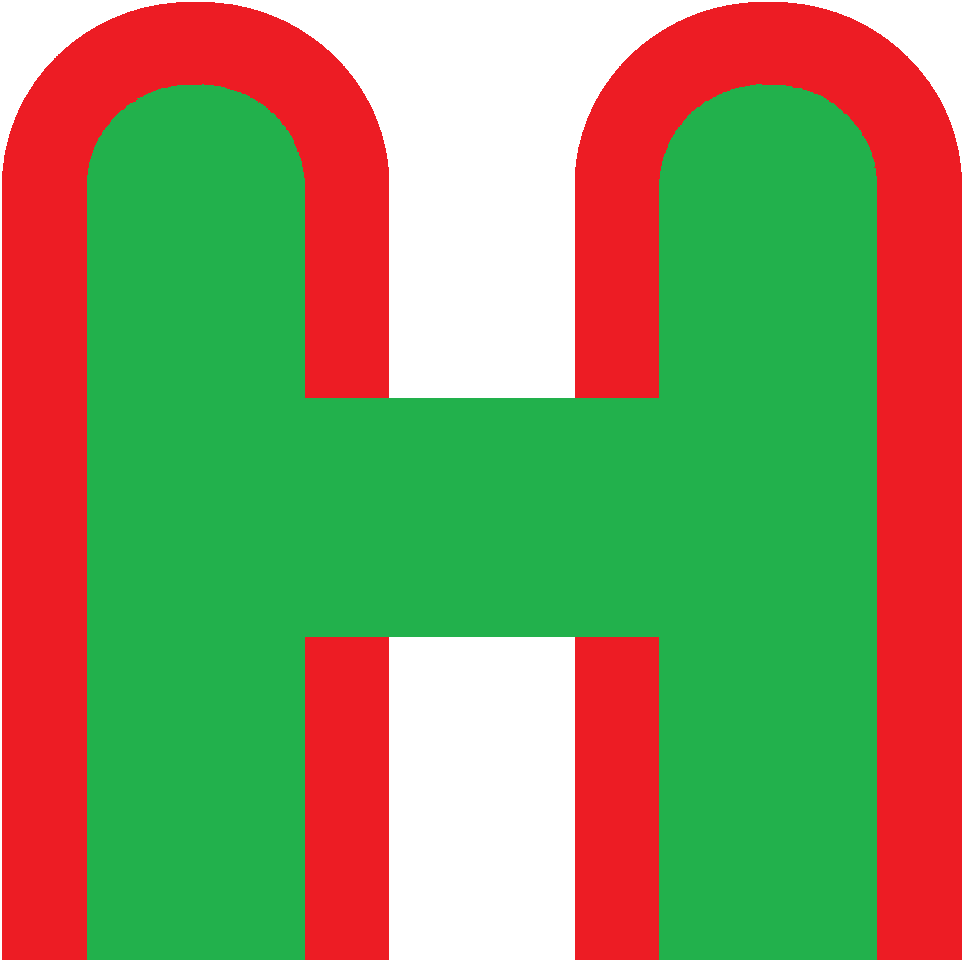
秘鲁人文主义党标志

秘鲁人文主义党（西班牙語：Partido Humanista Peruano，缩写为PHP）是秘鲁的一个中间偏左政党。该党成立于2001年，初名秘鲁人文主义运动。该党的意识形态是人文主义。该党的主席是耶乌德·西蒙·穆纳罗。该党的总部位于利马和奇克拉约。该党是一起为了秘鲁和圣保罗论坛的成员。